# Vlašimská Blanice
Vlašimská Blanice este o arie protejată (arie specială de conservare — SAC, sit de importanță comunitară — SCI) din Republica Cehă întinsă pe o suprafață de 402,57 ha, integral pe uscat.

## Localizare
Centrul sitului Vlašimská Blanice este situat la coordonatele 49°37′42″N 14°50′26″E / 49.628333°N 14.840556°E.

## Înființare
Situl Vlašimská Blanice a fost declarat sit de importanță comunitară în aprilie 2005 pentru a proteja 4 specii de animale. Situl a fost protejat și ca arie specială de conservare în iulie 2018.

## Biodiversitate
Situată în ecoregiunea continentală, aria protejată nu include niciun habitat protejat.
La baza desemnării sitului se află mai multe specii protejate:
- mamifere (1): vidră de râu (Lutra lutra)
- nevertebrate (2): Osmoderma eremita, Unio crassus
- pești (1): cicar (Lampetra planeri)